# Xã Cornie, Quận Union, Arkansas
Xã Cornie (tiếng Anh: Cornie Township) là một xã thuộc quận Union, tiểu bang Arkansas, Hoa Kỳ. Năm 2010, dân số của xã này là 488 người.